# .invalid
이름 invalid는 인터넷의 DNS(도메인 네임 시스템)에서 최상위 도메인으로 설치될 수 없는 도메인 이름으로 국제 인터넷 표준화 기구(IETF)에서 예약한 것이다.

## 예약된 DNS 이름
1999년 IETF에서는 DNS 레이블 example, invalid, localhost 및 test를 도메인 이름 시스템의 루트 영역에 설치되지 않도록 예약했다.
이러한 최상위 도메인 이름을 예약하는 이유는 충돌과 혼란의 가능성을 줄이기 위한 것이다. 이를 통해 문서화 목적이나 로컬 테스트 시나리오에서 이러한 이름을 사용할 수 있다.

## 목적
이 최상위 도메인은 오류 조건을 전달하거나 개인 정보 보호를 사용하기 위해 URI(통합 자원 식별자)에서 의사 도메인 이름(pseudo domain name)으로 사용된다. 이러한 사용법의 주목할만한 사례는 SIP URI의 anonymous.invalid 도메인 이름이 호출자의 신원을 숨기고 있음을 나타내는 SIP(세션 개시 프로토콜)에서 볼 수 있다.